# ليون بينس
ليون بينس (بالفرنسية: Léon Bence)‏ هو طبيب فرنسي، ولد في 18 يناير 1929، وتوفي في 13 مايو 1987.